# Національна дорога 51 (Польща)
Національна дорога 51 (пол. Droga krajowa nr 51, DK51) — національна дорога класу GP і S, що проходить через Вармінсько-Мазурське воєводство, довжиною приблизно 122 км. Це один із найважливіших шляхів сполучення у Вармінсько-Мазурському воєводстві, оскільки з’єднує найважливіший польсько - російський прикордонний пункт у Безледах із міським комплексом Ольштин та національною дорогою № 7, яка досягає Ольштинек (як швидкісна дорога № S51). Там він утворює розв'язку з автострадою S7. Ділянка дороги від Ольштинека до Ольштина, яка частково пролягає вздовж Ольштинської об’їзної дороги, класифікується як швидкісна дорога (S51), а від Ольштина її планується перебудувати на магістральну швидкісну дорогу разом з об’їзними дорогами, включаючи: північна частина Ольштинського обходу та Смоляжного обходу.

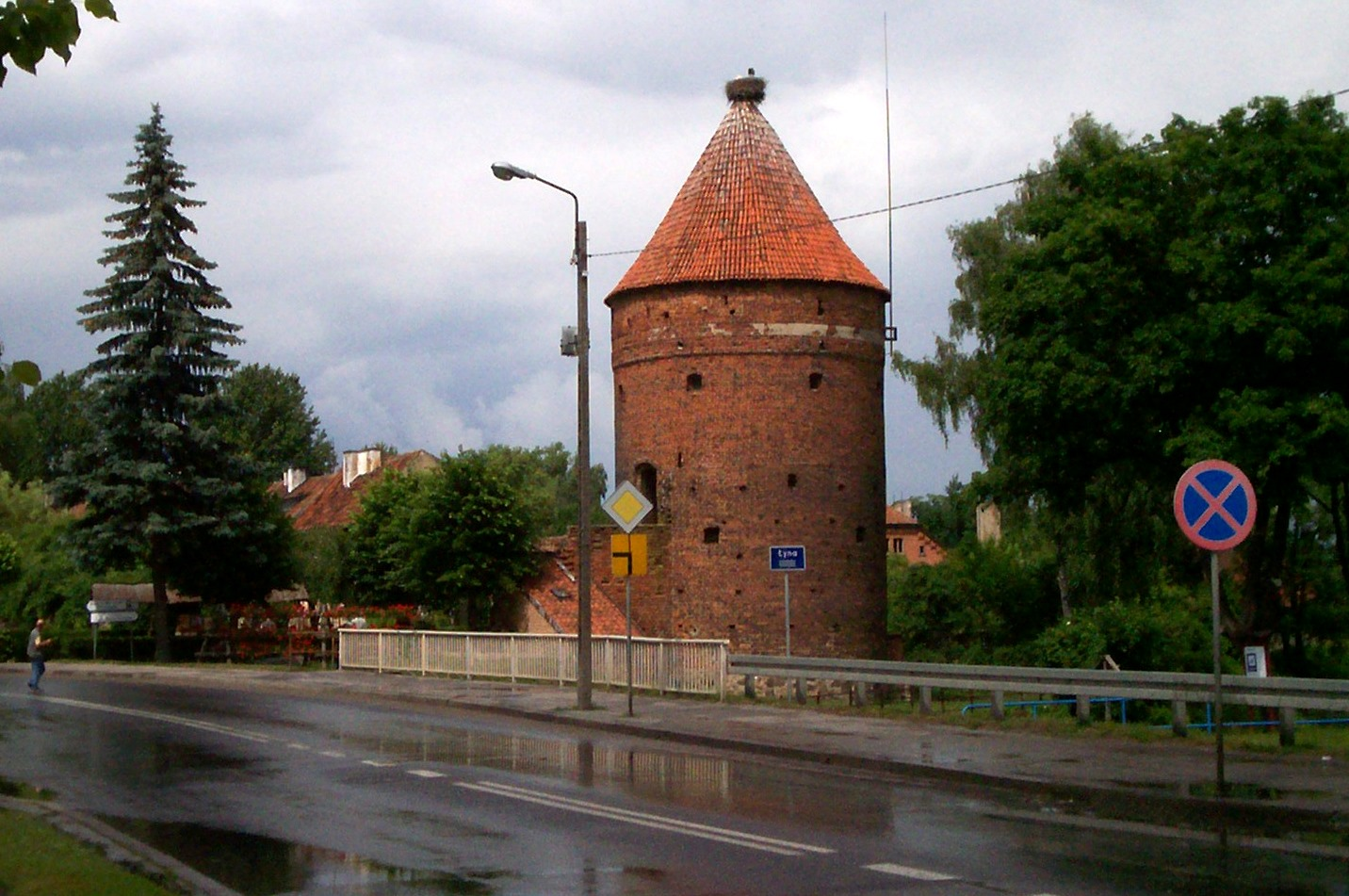
Національна дорога № 51 у Добре Місто, міст через Лину (праворуч вежа Лелека)

## Важливі міста вздовж маршруту 51
- Безледи, перехід кордону з Росією
- Бартошиці
- Пленси (маршрут 57)
- Лідзбарк Вармінський
- Добре Місто
- Дивіти
- Ольштин
- Ставіґуда – об’їзд S51
- Ґризліни – об’їзд S51
- Ольштинек (дорога S7, дорога 58) – об’їзд S51

## Дивись також
- Швидкісна дорога S51